# Gipp-Tunnel
Der Gipp-Tunnel ist einer von insgesamt zwölf Tunneln der aus der Pfälzischen Ludwigsbahn hervorgegangenen Bahnstrecke Mannheim–Saarbrücken. Ursprünglich eingleisig angelegt, wurde die Strecke wenige Jahre später zweigleisig ausgebaut.

## Lage
Der Tunnel befindet sich beim Streckenkilometer 61,9 mitten im Siedlungsgebiet von Weidenthal unweit des örtlichen Bahnhofs und der Bahnsteige des Haltepunkts der Ortsgemeinde. Direkt über seinem Nordportal verläuft die Kreisstraße 38 nach Elmstein. Nördlich schließt sich der Köpfle-Tunnel an.

## Geschichte
Am 21. Dezember 1837 erteilte der bayerische König Ludwig I. dem Bau einer Magistrale in Ost-West-Richtung von der Rheinschanze nach Bexbach grünes Licht. Zwischen Neustadt und Frankenstein musste für den Anstieg zahlreiche Hügel und Ausläufer von Bergen überwunden werden. Unter ihnen befand sich auch solche innerhalb von Weidenthal. Dies erforderte in diesem Bereich den Bau eines insgesamt 217 Meter langen Tunnels. Bereits seit 1847 war der Verkehr von Ludwigshafen nach Neustadt eröffnet worden, 1848 folgte in zwei Etappen der Abschnitt Homburg–Frankenstein. Am 25. August 1849 folgte der Lückenschluss zwischen Frankenstein und Neustadt einschließlich des Gipp-Tunnels. Zuvor hatten Kutschen den Verkehr zwischen den beiden Streckenteilen übernommen. Im Juli 1856 war die Ludwigsbahn dann durchgehend zweigleisig befahrbar.
Da die Magistrale von Mannheim nach Saarbrücken schon immer für den Fernverkehr eine große Bedeutung besaß, wurde sie ab 1960 schrittweise elektrifiziert. Der Gipp-Tunnel musste für die Elektrifizierung aufgeweitet werden. Dies verzögerte die Fertigstellung des elektrischen Betriebs, der schließlich ab dem 12. März 1964 auf gesamter Länge aufgenommen werden konnte.